# Léa Toscano
Maria Hailéa Araújo Toscano (Esperança, 27 de junho de 1950), é uma política brasileira, ex-deputada estadual, ex-secretária da mulher e da diversidade humana e prefeita da cidade de Guarabira, Estado da Paraíba.

## Biografia
Filha de Jandira da Silva Araújo e Valêncio Gomes de Araújo, é casada com o ex-deputado estadual, engenheiro civil e ex-prefeito de Guarabira, Zenóbio Toscano de Oliveira. Formada em administração pública e mãe de quatro filhos, entre eles a deputada estadual Camila Toscano (PSDB).

## Carreira política
Maria Hailéa Araújo Toscano, popularmente conhecida como Léa Toscano, iniciou sua carreira política como primeira-dama, entre os anos de 1983 e 1988, quando o esposo era prefeito de Guarabira. Já naquela época coordenava diversas ações no campo social.
Em 1992, pelo PMDB, disputou pela primeira vez a Prefeitura de Guarabira apoiada pela situação e perdeu para o candidato Jáder Pimentel por apenas 95 votos de diferença. Léa Toscano obteve 10.637 votos (48,65% dos votos válidos), contra 10.732 de Jáder Pimentel, o que equivalia a 49,09% dos votos válidos.
No pleito municipal de 1996, concorreu novamente a disputa municipal e tornou-se a primeira mulher prefeita da cidade de Guarabira em mais de cem anos de história, com uma votação de 13.979 votos, o equivalente a 60,83% dos votos válidos, contra o médico Aluisio Paredes, que obteve 8.723 votos. Em 2000, ainda no PMDB, pleiteou a reeleição e venceu obtendo 14.181 votos (57,3% dos votos válidos), contra 9.421 votos de Beto Meireles (PFL), segundo lugar.
Em 2002, deixa o PMDB e filia-se ao PSDB. Em 2008, candidatou-se a prefeitura de Guarabira pela quarta vez, porém foi derrotada por Fátima Paulino, candidata do PMDB que buscava sua reeleição em uma das mais acirradas disputas eleitorais do estado, perdendo por 1.279 votos.
Em 2010, Léa Toscano filia-se ao PSB e se candidata a deputada estadual, seu principal concorrente em Guarabira foi o deputado Raniery Paulino do PMDB. Léa Toscano consegue se eleger deputada Estadual, vencendo na cidade de  Guarabira com uma vantagem de mais de 3 mil votos sobre o candidato reeleito Raniery Paulino. Em 2015, se filia novamente ao PSDB. 
Em 2024, deixa a secretária da mulher e da diversidade humana de Guarabira e declara a pré-candidatura a prefeitura de Guarabira nas eleições de 2024. Ainda em 2024, deixa novamente o PSDB e se filia ao União Brasil onde é eleita pela terceira vez novamente prefeita da cidade de Guarabira 24 anos depois após o último pleito que saiu vencedora, vencendo a eleição com 18.059 votos (52.16% dos votos válidos), contra o ex-Deputado estadual, Raniery Paulino que obteve 16.566 votos (47.84% dos votos válidos).